# Râul Cioara, Arieș
Râul Cioara este un afluent al râului Arieș. 